# مبنى بالموليف

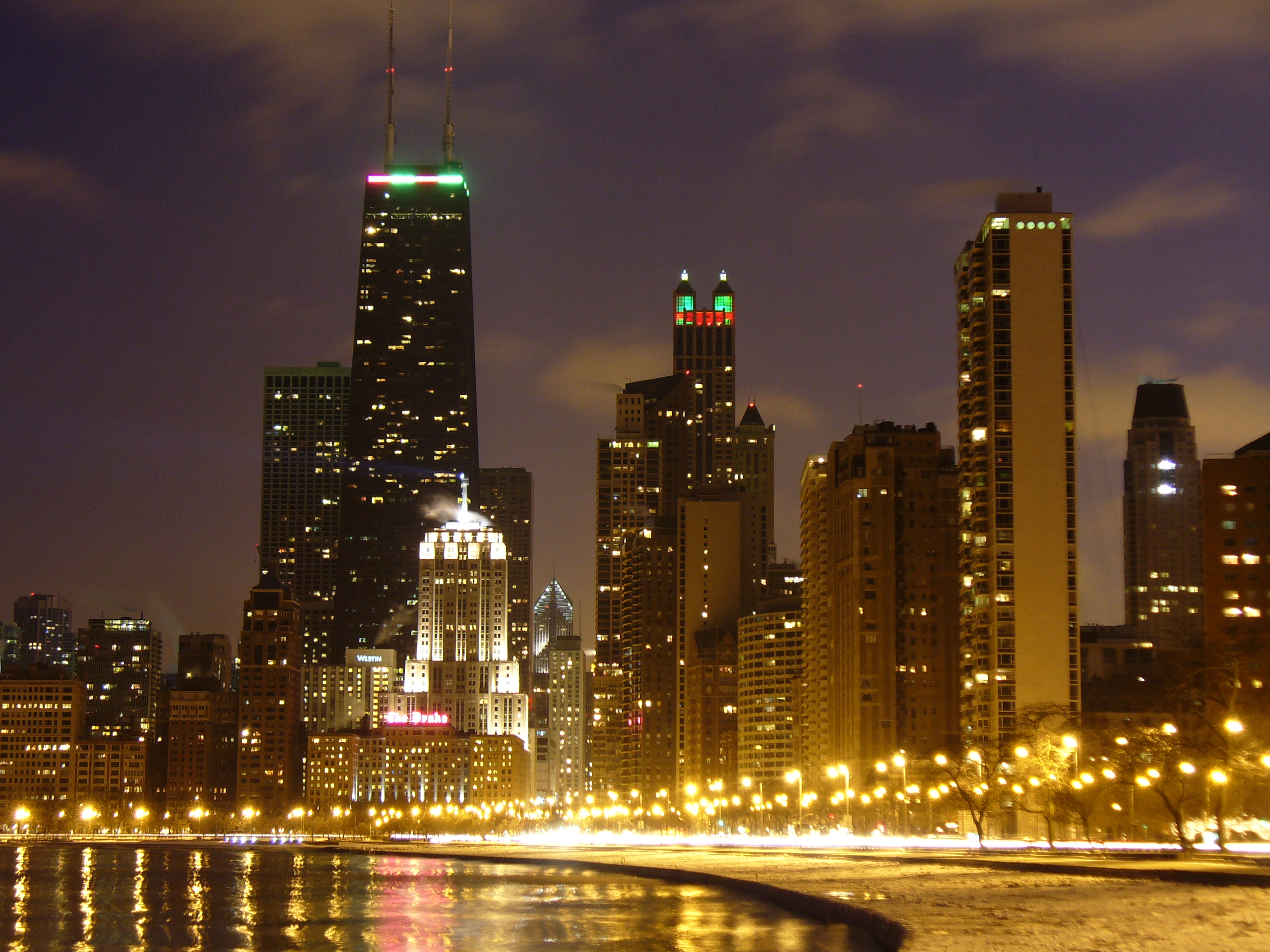
منارة ليندبيرغ فوق مبنى بالموليف والتي يمكن رؤيتها بوضوح ليلًا.

مبنى بالموليف (عرف سابقًا بمبنى بلاي بوي)، هو مبنى مكون من 37 طابقًا، صمم على نمط الفن الزخرفي، يقع في 191 شمال ميشغان في شيكاغو.

## تاريخ
صمم مبنى بالموليف من قبل شركة هولابيرد آند رووت [الإنجليزية] في عام 1929 ليكون مقرًا لشركة كولغيت - بالموليف.
وفي عام 1965 اشترت شركة Playboy Enterprises المبنى وأعادت تسميته إلى مبنى بلاي بوي، كان المبنى مقرًا للمكاتب التحريرية والتجارية لمجلة بلاي بوي حتى عام 1989، عندما نقلت بلاي بوي مكاتبها إلى مبنى 680 إن ليك شور درايف [الإنجليزية]. باعت بلاي بوي المبنى في عام 1980 ووقعت عقد إيجار لمدة 10 سنوات انتهى في عام 1990، ثم أعاد المستأجر الجديد تسمية المبنى 919 North Michigan Avenue.
خلال الوقت الذي تواجدت فيه بلاي بوي في المبنى، كتبت كلمة P-L-A-Y-B-O-Y بأحرف مضيئة بطول 9 أقدام (2.7 م) على خط السقف الشمالي والجنوبي. أضيف المبنى إلى قائمة معالم شيكاغو في عام 2000، وأضيف إلى السجل الوطني الفيدرالي للأماكن التاريخية في عام 2003.

## منارة لندبرغ
أضيف منارة تحمل اسم الطيار تشارلز ليندبيرغ إلى المبنى في عام 1930، وصممت لتدور 360 درجة كاملة بهدف المساعدة في توجيه الطائرات بأمان إلى مطار ميدواي. ظلت المنارة مضاءة لعدة عقود، وتوقفت عن العمل عام 1981 بعد شكاوى من سكان المباني المجاورة. تم تعديل المنارة لتدور ذهابًا وإيابًا واستأنفت المنارة التاريخية عملها أثناء تحويل مبنى بالموليف إلى وحدات سكنية في أواخر العقد الأول من القرن الحادي والعشرين، ولكي تشير دائمًا نحو الواجهة البحرية، وذلك لتجنب تسليط الضوء على المباني الأخرى.

## انظر ايضاً
- هندسة شيكاغو
- قائمة أطول المباني في شيكاغو